# Amazon (Band)
Amazon war eine englische Melodic-Rock- und New-Wave-of-British-Heavy-Metal-Band aus London, die 1979/1980 gegründet wurde und sich 1981 auflöste. 1983 wurde die Band kurzzeitig reformiert, ehe es zur endgültigen Auflösung kam.

## Geschichte
Die Band wurde 1979/1980 gegründet. Nachdem die Band ein bis zwei Jahre live aktiv gewesen war, erschien 1981 über Megamusic Records die Single Hypnotising You, worauf auch das Lied Fallen Angel enthalten ist. Der Tonträger gilt als einer der seltensten des Genres, da mittlerweile nur noch eine Handvoll Kopien verblieben sind. Da die Single nicht erfolgreich war, löste sich die Band kurz darauf auf. 1983 formierte die Sängerin Lori Chacko die Band mit Sessionmusikern neu, um in den Londoner Riverside Studios das Album Branded aufzunehmen. Als Keyboarder war Richard Cottle in der Band, während Andy Bown den Bass Gerry Moffett die E-Gitarre und Peter Van Hooke das Schlagzeug belegten. Die Aufnahmesession waren kaum ertragreich, sodass sich die Band, ohne ein Album zu veröffentlichen, wieder auflöste. Etwa 1984 zog Chacko in die USA, um sich dort ihrer musikalischen und schauspielerischen Karriere zu widmen.

## Stil
Laut Malc Macmillan in The N.W.O.B.H.M. Encyclopedia ist auf der Single Melodic Rock mit Gesang im Stil von Pat Benatar zu hören. Matthias Mader vom Rock Hard gab an, dass die Band, vor allem durch mehrere Artikel im Magazin Sounds, als NWoBHM-Antwort auf Pat Benatar gehandelt wurde. Im Promotext zu Hypnotising You werde die Gruppe als Mischung aus Rainbow, Fleetwood Mac, The Who und The Police beschrieben.

## Diskografie
- 1981: Hypnotising You (Single, Megamusic Records)